# Ніколь Айзенман

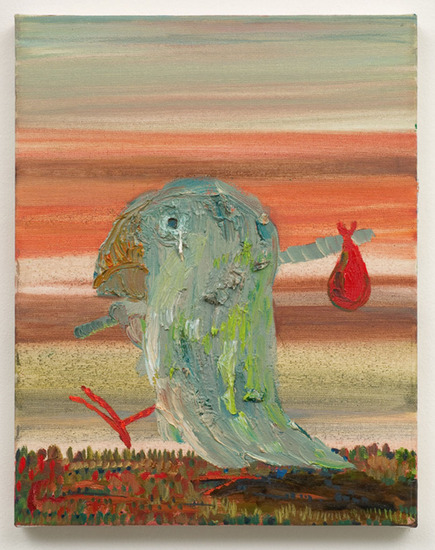
Картина Ніколь Айзенман

Ніколь Айзенман (1965 , Верден ) — американська художниця. Крім художньої творчості відома як професорка коледжу Бард в Аннандейл-на-Гудзоні з 2003 по 2009. Отримала ряд нагород: стипендію Ґуґґенгайма (1996 р.), Премією Карнегі (2013 р.), двічі була включена у Бієнале Вітні (1995, 2012). 29 вересня 2015 року названа стипендіаткою фундації Джона Д. та Кетрін Т. Мак-Артурів з формулюванням за «відновлення образу людського тіла, культурне значення якого зменшилося під час панування абстракціонізму 20 століття», ця нагорода відома як «Грант для геніїв». Айзенман живе і працює в Брукліні.

## Ранні роки
Ніколь Айзенман народилася в 1965 році у Вердені, Франція, де її батько служив армійським психіатром. Виросла вона в Скарсдейл, Нью-Йорк і закінчила школу дизайну в Род-Айленді 1987 року. Її прабабусею була американська художниця польсько-єврейського походження Естер Хамерман.

## Особисте життя
Ніколь Айзенман є відкритою лесбійкою.

## Творчість
Фігуративний масляний живопис Ейзенман часто сповнений сексуальності, комічності та має виразні риси дружньої карикатури. Хоча мисткиня передусім відома своїми полотнами, також вона створює інсталяції, малюнки, гравюри та скульптури.
Разом з А. Л. Штайнером вона стала співзасновницею квір/феміністської кураторської ініціативи Ridykeulous.
Картини Ейзенман часто являють собою експресіоністські портрети персонажів, котрі іноді є вигаданими, але часто зображують її друзів і її саму. Крім експресіонізму на творчість Ейзенман вплинув імпресіонізм і твориПабло Пікасо. Художниця підкреслює важливість чуттєвості та тілесності в її роботі:
|  | Твір - ніщо, якщо не заснований на почутті. (The work is nothing if not feeling-based.) |

Стиль більшості її ранніх робіт був натхнений творами Едварда Мунка, Філіпа Густона і Емі Сіллман .

## Виставки

### Персональні виставки
- Nicole Eisenman, Kunsthalle Zürich (2007)[25]
- Matrix 248, Berkeley Art Museum (2013)[29]
- Dear Nemesis, Nicole Eisenman 1993—2013, Contemporary Art Museum St. Louis (2014).[30]
- Dear Nemesis: Nicole Eisenman 1993—2013, Institute of Contemporary Art, Philadelphia (2014).[31]
- Masterpieces & Curiosities: Nicole Eisenman's Seder [Архівовано 31 липня 2020 у Wayback Machine.][32] (2015), Єврейський музей (Нью-Йорк)
- Nicole Eisenman: Al-ugh-ories, New Museum (2016)[33]
- Nicole Eisenman: Dark Light, Secession, Vienna, Austria (2017)[34]

### Групові виставки
- Whitney Biennial, Музей американського мистецтва Вітні (1995)[35]
- Provocations, California Art Center (2004)
- Prospect.2 New Orleans (2011)[36]
- Whitney Biennial, Музей американського мистецтва Вітні (2012)[37]
- 2013 Carnegie International, Carnegie Museum of Art (2013).[38]
- Manifesta10, The Ермітаж, Санкт-Петербург (РФ, 2014)[39]
- NYC 1993: Experimental Jet Set, Trash and No Star, New Museum (2013)
- The Forever Now: Contemporary Painting in an Atemporal World, MoMA (2014)[40]
- Scenes from the Collection, Єврейський музей (Нью-Йорк, 2018)[41]

## Визнання
Ейзенман ушанована численними грантами та преміями, включаючи стипендію Ґуґґенгайма (1996), приз Карнегі, нагороду «Anonymous Was a Woman» (2014) і грант фундації Louis Comfort Tiffany (1995). Вона також була стипендіаткою фундації Мак-Артур 2015 року і в тому ж році названа однією з 50 американських євреїв і єврейок, які зробили в цей рік найбільший внесок у єврейську історію (цей список з 1994 формує журнал The Forward).

## Колекції
Роботи художниці зберігаються в ряді установ, у тому числі:
- Чиказький художній інститут[47]
- Музей сучасного мистецтва, Нью-Йорк[48]
- Центр мистецтв Вокера, Міннеаполіс[49]
- Whitney Museum of American Art, Нью-Йорк[50]
- The Jewish Museum [Архівовано 6 квітня 2017 у Wayback Machine.][51]